# Centre spirituel jésuite
Un centre spirituel jésuite (anciennement appelé Maison de retraite) est un lieu de recueillement et de prière qui accueille pour quelques jours des personnes désireuses d’approfondir leur foi dans l’esprit de saint Ignace de Loyola, le fondateur de la Compagnie de Jésus.
Les retraitants sont aidés dans leur démarche, individuellement ou collectivement, par des accompagnateurs qualifiés : jésuites, religieuses, prêtres ou laïcs, hommes ou femmes qui connaissent bien la spiritualité ignatienne.
En France, les premiers centres créés par la Compagnie de Jésus, un Ordre religieux de l’Église catholique, ont vu le jour dans les années 1660. Plusieurs « maisons de retraite » vont leur succéder aux XVIIe-XVIIIe siècles. Disparus avec la suppression de l’Ordre des jésuites en 1762, les centres spirituels jésuites réapparaissent en France et en Belgique dans la 2e moitié du XIXe siècle. Ils connaissent une nouvelle efflorescence à la fin de ce siècle et dans l’entre-deux-guerres. Après le concile Vatican II (1962-1965), ils passent par une réorientation profonde : ils diversifient leur offre d’activités pour répondre à de nouvelles attentes et leurs équipes d'animation sont désormais mixtes: femmes et hommes laïcs.
Presque chaque province jésuite a son centre spirituel. En France et en Belgique francophone (province d'Europe Occidentale Francophone) il en existe cinq : Le Châtelard (Francheville/Lyon), Les Coteaux Païs (Toulouse), Manrèse (Clamart/Paris), Penboc’h (Arradon/Vannes) et La Pairelle (Wépion/Namur).
D'autres centres spirituels d’inspiration ignatienne existent et sont gérés par des groupes et membres de la famille ignatienne.

## Spécificité et propositions des centres spirituels jésuites

### La pédagogie des Exercices Spirituels

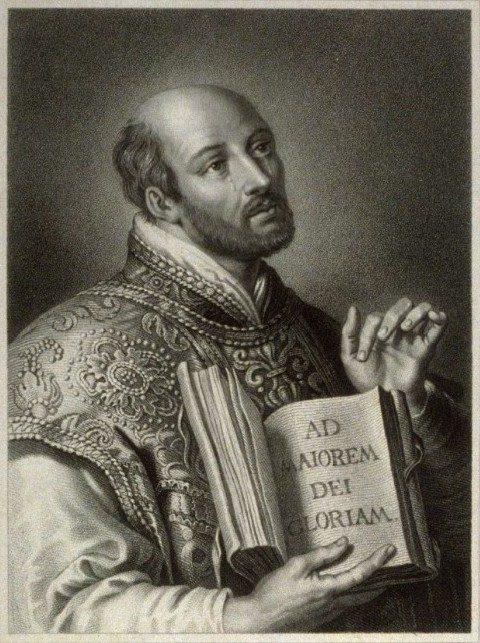
Saint Ignace de Loyola, gravure de.

Toutes les activités des centres spirituels jésuites s’appuient sur la pédagogie spirituelle dite « ignatienne ». Saint Ignace de Loyola (1491-1556) a développé cette pédagogie à partir de son expérience personnelle et l’a formalisée dans le livret des Exercices Spirituels.
En méditant et en contemplant des textes d’évangile selon différentes manières proposées par saint Ignace, le retraitant est invité à observer comment il en est touché intérieurement. L’attention aux sentiments et mouvements intérieurs qu’il a éprouvés lors de la méditation du texte peut lui indiquer un chemin de conversion ou de progrès.
La démarche spirituelle proposée par Ignace de Loyola a une finalité : permettre au retraitant de faire des choix pour réorienter sa vie, en tout ou partiellement, au service des autres et de Dieu. Le livret des Exercices Spirituels donne des conseils précis pour aider à reconnaître ses désirs profonds qui rejoignent le projet de Dieu sur une personne et l’aident à prendre une décision (« discernement spirituel »). Au contraire d’une introspection psychologique, la retraite doit l’aider à grandir dans sa liberté pour devenir capable d’effectuer les choix qu’il a reconnus comme étant la volonté de Dieu dans sa vie et donc bénéfiques pour son avenir. Elle le reconduit dans le réel de l’Église et de la société où il aura à s’engager selon ses possibilités et désirs.
La démarche est progressive et s’approfondit au cours de la période de retraite. L’aide d’un accompagnateur ou d’une accompagnatrice expérimentée est donc essentielle dans ce travail de discernement spirituel. Cette personne est jésuite, religieuse ou laïc. Elle a été préalablement formée pour assurer cet accompagnement spirituel et aider le retraitant à progresser, en prenant soin d’évaluer son rythme, de lui proposer un texte approprié et de favoriser ainsi un décentrement pour accueillir la parole de Dieu.
Telle que consignée dans le livret des Exercices Spirituels, la pédagogie ignatienne est basée sur l’expérience personnelle plus que sur un savoir. Les conférences et lectures de textes se réduisent donc à un minimum dans une retraite jésuite. Chacun est invité à vivre une rencontre personnelle avec Dieu à travers la méditation de textes bibliques.

### Des propositions variées pour des publics variés
Les centres spirituels jésuites sont ouverts à toute personne, « chercheur de Dieu » en quête d’intériorité et de réflexion. La majorité de ceux qui viennent y passer un temps de retraite sont des croyants catholiques soucieux d’approfondir leur vie de foi.
Au cours des dernières décennies, l’offre des centres s’est diversifiée. Certaines propositions rejoignent un public spécifique. La plupart des centres accueillent des fiancés pour la préparation au mariage et proposent des weekends de réflexion sur différentes réalités familiales. La vie professionnelle est aussi abordée, avec les questions qu’elle pose de par son rythme, ses finalités, les conflits qu’elle peut susciter. Enfin, des jeunes en fin de parcours scolaire, technique ou universitaire y sont accueillis pour faire le bilan de leur cursus, préparer leurs examens ou réfléchir sur l’orientation à donner à leur avenir. Une attention est également accordée à des publics socialement défavorisés : personnes au chômage ou souffrant d’un handicap, réfugiés et migrants. Des groupes extérieurs peuvent aussi louer les locaux d’un centre jésuite pour des activités de type spirituel.
Des formes nouvelles de retraites sont apparues depuis plusieurs années, centrées par exemple sur la marche, des parcours en mer ou en montagne, la respiration (prière du nom de Jésus), le travail avec la terre glaise ou la peinture…
Plusieurs centres ont développé depuis les années ‘70 des sessions de formation à la spiritualité ignatienne et à l’accompagnement spirituel, visant à mettre à la disposition des non-jésuites la pédagogie de saint Ignace. Cette formation repose elle-même sur une pratique personnelle régulière des Exercices Spirituels. Les personnes ainsi formées deviennent des accompagnateurs dans les centres spirituels, dans des mouvements laïcs tels que les communautés de Vie Chrétienne ou dans des diocèses.
Afin de répondre à la demande d’une meilleure connaissance de la foi, certains centres proposent des conférences, des séminaires d’échanges et d’approfondissement d’un thème de la théologie ou de la vie chrétienne ainsi que des groupes de lecture de textes du Magistère ou de penseurs de la foi.

## Historique des centres spirituels en France et en Belgique

### L'origine
Les Exercices Spirituels de saint Ignace se trouvent à l’origine de la Compagnie de Jésus. Aussi les jésuites ont-ils voulu, dès le départ, partager cette expérience avec d’autres catholiques soucieux d’une vie intérieure plus intense. Le 14 août 1599, le supérieur général Claude Acquaviva (1543-1615) recommande dans une lettre-circulaire à tous les supérieurs jésuites de réserver quelques chambres ou toute une partie isolée de leur maison pour des retraitants : l’Asceterium.
À l’âge de la réforme catholique après le concile de Trente (1545-1563), tout un mouvement se dessine qui entraîne des hommes et des femmes de tous les milieux à faire une retraite « fermée » de huit jours sous la guidance d’un père jésuite. Au départ, il s’agit surtout d’ecclésiastiques – la pratique d’une retraite de plusieurs jours pour se préparer à l’ordination sacerdotale, promue par saint Charles Borromée en Italie et saint Vincent de Paul en France, est déjà bien enracinée - et des nobles. L’accueil régulier de retraitants individuels se trouve avérée pour beaucoup de collèges jésuites en France aux XVIIe-XVIIIe siècles : Lille (à partir de 1594), Avignon (1595), Lyon, Limoges (1602), Toulouse (1612), Douai (1649), Nantes (1676), Rouen (1687), Tours (1685), Bordeaux (1703), Embrun, Caen (1713).
Il en va de même pour la plupart des collèges jésuites dans l’ancienne province jésuite belge (Louvain, Tournai, Bruxelles, Malines, Maubeuge, Valenciennes), mais le nombre de retraitants individuels n’y dépasse guère les 15-20 par an.
Le nombre d’accompagnateurs jésuites venant à manquer face à la demande croissante, des retraites collectives sont organisées pour les hommes. Le mouvement gagne rapidement les femmes aussi, au départ des couvents de religieuses. Ces retraites sont parfois prêchées dans les chapelles des congrégations mariales des collèges jésuites, dans les églises, les couvents ou les paroisses. Au milieu du XVIIe siècle naît alors la Maison de retraites qui va se multiplier dans les différentes provinces jésuites de France. Par contre, ce mouvement ne va pas toucher la Belgique francophone tout au long de l’Ancien Régime. Pour les autres pays d’Europe, les maisons de retraite se multiplient, mais plutôt lentement, au XVIIIe siècle : en Italie (Florence, Pérouse, Milan, Palerme…), en Espagne (Barcelone), en Autriche (Vienne), en Bohême (Prague) et en Lituanie (Vilnius).

### La «retraite de Vannes»
La 1re tentative est faite à Vannes en 1663 par le P. Vincent Huby (1608-1693), suivie par Quimper en 1666, puis Rennes en 1676 ; des maisons de retraites pour femmes sont aussi fondées dans ces trois villes. La maison de Vannes est gouvernée par un supérieur, le P. Huby, aidé par deux autres jésuites. Deux hôtes laïcs se chargent de la nourriture et de l’entretien ; ils perçoivent aussi le prix de la pension. En guise de publicité, des affiches sont imprimées et envoyées dans toutes les paroisses de la ville et des environs pour annoncer les dates d’ouverture des retraites.

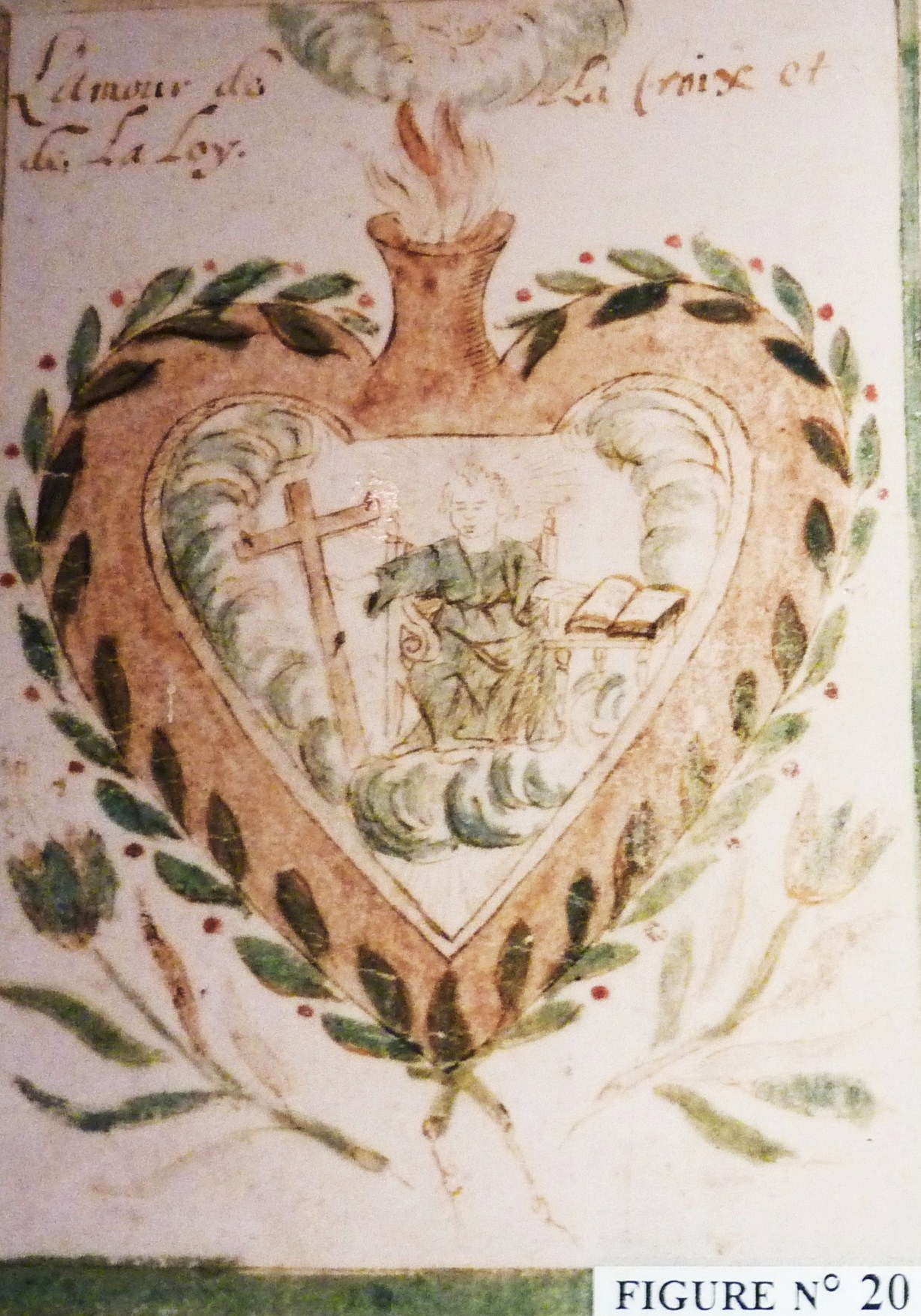
Un tableau de missions, l'amour de la Croix et de la Loi.

Jusqu’à 200 personnes de tous les milieux, dont beaucoup de prêtres, se rassemblent pour ces premières retraites du P. Huby. Il publiera un opuscule : Traité de la retraite qui servira de guide pour d’autres maisons. La retraite se passe dans un silence total. Le lever est prévu à 5 heures, suivi de la prière du matin. La messe est célébrée tous les jours et on se couche à 21 heures. La journée est rythmée par quatre temps d’exhortation et de méditation, dont celles de l’après-midi et du soir qui s’appuient sur des tableaux de missions peints appelées des taolennou. Les directeurs vont voir les retraitants dans les chambres chaque jour après le déjeuner. La méthode du P. Huby suit le schéma des Exercices Spirituels de saint Ignace, adaptés au public et à la durée de 8 jours. Différents exercices de piété comme la récitation du chapelet ou la prière des stations du chemin de croix, et des cérémonies extra-liturgiques en l’honneur de la Vierge Marie, du Saint-Sacrement, des Anges Gardiens… viennent remplir les journées pour éviter l’oisiveté et l’ennui.
Si l’horaire des retraites a été changé après la mort du P. Huby, elles ont connu un grand succès jusqu’à la suppression de la Compagnie en 1762. Les chroniqueurs de la maison de Vannes parlent de 1600 retraitants par an en moyenne.

### Les maisons de retraite pour femmes
Pour permettre aux femmes de faire, elles aussi, l’expérience des Exercices Spirituels, une maison similaire est ouverte dès 1672 par Catherine de Francheville (1620-1689), encouragée par le P. Huby. Elle suit le même programme que pour les hommes. Bientôt, 200 et même plus de 400 retraitantes sont signalées. Un directoire spécifique : Le grand livre de la retraite des femmes est rédigé ; il reprend les grandes lignes de l’opuscule du P. Huby. Rapidement, les directrices laïques se partagent le travail avec le prédicateur jésuite et se chargent non seulement de l’intendance, mais aussi des instructions familières de chaque jour. Le directeur jésuite est rejoint par un deuxième confrère à partir de 1701 ; chaque année, 14 retraites sont organisées en moyenne jusqu’à la suppression de la Compagnie en 1762.
D’autres « retraites » (maisons) pour femmes voient le jour à Ploërmel en 1671, Quimper et Rennes en 1678, Saint-Pol-de-Léon en 1680, Nantes en 1689, Saint-Servan en 1698, Dol en 1701, Bécherel en 1705, Orléans en 1710, Guignen en 1714, Fougères en 1716, etc. En dehors de la Bretagne, elles ne semblent pas avoir connu le même succès. Elles fleurissent jusqu’à la Révolution française, longtemps sous la responsabilité de laïques qui en assument la charge et la direction. Plusieurs instituts ou congrégations de femmes naissent qui sont spécialement destinés aux retraites des femmes : la retraite de Vannes ou Filles de la Sainte-Vierge en 1674, la retraite de Saint-Pol-de-Léon en 1679-80, la retraite de Rennes et la retraite de Quimper en 1678.

### Évolutions auxXVIIe–XVIIIesiècles
Une vingtaine de maisons de retraite jésuites, réservées aux hommes, sont fondées en France sous l’Ancien Régime. Après les trois cités bretonnes Vannes, Quimper et Rennes, des maisons sont ouvertes à Aurillac (1675), Nantes (1676), Paris (1685), Avignon (1685), Tours (1685), Amiens (1688), Toulouse (1690), Rouen (1696), La Flèche (1703), Marseille (1704), Lyon (1705), Aix-en-Provence (1706), Grenoble (début du XVIIIe siècle, Chambéry (1720), Nancy (1726) et Dijon (1727). Toutes ces maisons n’ont pas la même taille : si les plus grandes ont entre 50 et 80 chambres, ce qui leur permet parfois d’accueillir 200 personnes à la fois, d’autres sont plus modestes, avec 15-20 chambres. La grande majorité continue d’exister jusqu’à la suppression de la Compagnie de Jésus en 1762. Plusieurs s’agrandissent au fil des décennies, mais certaines connaissent un succès mitigé et doivent fermer après quelques années ou ne fonctionnent que par intermittence (Tours, La Flèche, Marseille, Nancy).
Les grandes maisons de retraite accueillent des retraitants privés tout au long de l’année, mais les retraites collectives sont d’habitude regroupées autour des temps forts liturgiques : début du Carême, Semaine Sainte, entre l’Ascension et la Pentecôte, avant l’Assomption, entre Noël et le Nouvel An. Les maisons plus petites ne sont ouvertes qu’une ou deux fois par an pour une retraite en groupe. Ainsi, Quimper offre 12-15 retraites et voit passer un millier de retraitants chaque année, tandis que Chambéry n’organise que deux retraites de 8 jours par an, en mai et en août où l’on accueille une trentaine de candidats.
Les maisons de retraite doivent beaucoup aux grandes figures de prédicateurs jésuites : Jean Laporte (1616-1692) à Aurillac, Elzéar Larderat (1636-1717) à Aix-en-Provence, Jean Jégou (1616-1701) à Rennes, Claude de Villette (1647-1719) à Lyon-Saint-Joseph, Joseph de Gallifet (1663-1749) à Grenoble, Nicolas de Harouys (1621-1698) et Pierre Champion (1632-1701) à Nantes, Louis de Vallois (1639-1700) à Paris. Les membres des congrégations mariales locales ou d’autres personnes privées ont parfois joué un rôle important dans la fondation et la dotation des maisons de retraites jésuites. Pour leur fonctionnement quotidien, il faut souligner l’importance de l’encadrement féminin, que ce soient des bénévoles ou des membres de congrégations religieuses nouvellement constituées, telle la congrégation de sainte Agnès destinée à l’accueil des retraitants.
Si la plupart des maisons ont adopté le règlement de la retraite de Vannes, toutes n’ont pas fonctionné de manière absolument identique, mais il y a eu des particularités locales. À Quimper, contrairement à Vannes, on ne mélange pas les conditions sociales, mais l’instruction est adaptée chaque fois aux ecclésiastiques, nobles, bourgeois ou artisans dans des retraites séparées. À Lyon aussi, les retraitants sont regroupés selon leur condition sociale : prêtres, nobles ou bourgeois ; les quatre jésuites affectés à cette maison sont rémunérés grâce à des dons d’anciens retraitants. Cette maison s’ouvre aussi aux femmes à partir de 1743, ce qui constitue une exception pour cette époque. À Paris, deux retraites annuelles sont instituées à l’intention des artisans, en avril et en août ; on y accueille quelque 350 personnes par an, membres du clergé, de la magistrature et de l’armée.

### La refondation des maisons de retraite à la fin duXIXesiècle
Après les troubles liés à la suppression des jésuites, la Révolution française et les guerres napoléoniennes, des premiers essais de retraites collectives voient le jour dans le Grand Ouest dès 1820. Les instituts séculiers fondés pour le service des retraitants renaissent et les premières retraites prêchées à Angers rassemblent plusieurs centaines de personnes. Dans la cité angevine, entre 3 et 5 retraites sont données chaque année et l’on dénombre plus de 11 000 retraitants, hommes et femmes, entre 1826 et 1845. Étant donné l’opposition politique aux jésuites, cependant, il ne leur est pas possible de reconstituer leurs maisons de retraites, mais ils doivent donner les Exercices dans d’autres maisons religieuses.
Après le vote de la Liberté d’enseignement et l’avènement au pouvoir de Louis Napoléon fin 1851, l’Église espère une période de paix et de liberté d’action. Mais il faudra encore attendre plus de deux décennies avant le retour des maisons de retraites propres aux jésuites.

#### La «villa Manrèse» à Clamart (Île-de-France)
À Paris, en 1867, le P. Stanislas Bieuville (1824-1876) reçoit de son supérieur, le P. Pierre Olivaint, la mission de donner les Exercices Spirituels aux prêtres diocésains de la capitale. Il les reçoit d’abord à la rue de Sèvres, mais face à l’afflux des candidats, il loue une propriété à Gagny, puis reçoit les 250 retraitants annuels rue de Vaugirard entre 1874 et 1876. La décision est prise alors de construire la première maison spécialement destinée aux retraites spirituelles en France au XIXe siècle à Clamart – la seule qui continue jusqu’à aujourd’hui. Avec l’encouragement du Cardinal de Guibert, archevêque de Paris, et avec l’aide de curés parisiens, le P. Bieuville fait acheter en août 1876 à un parent du comte Albert de Mun une propriété à Clamart, où se trouve déjà un petit bâtiment (« le Chalet »). L’ « œuvre des retraites » est ainsi fondée. Dès le mois de décembre, est commencée l’édification du bâtiment principal, la « Villa Manrèse ». La première retraite est accueillie en juin 1877. Deux ailes latérales seront rajoutées à ce bâtiment principal en 1888 et 1895.
Avant 1901, on dénombre quelque 400 prêtres par an pour des retraites de 4 à 10 jours. Le public se diversifie par ailleurs : congrégations religieuses, conférences de saint Vincent de Paul, pères de famille, cercles catholiques après 1880, Conférence Olivaint, jeunes artistes, élèves de l’École Centrale… Dès 1890, le mouvement des retraites est lancé et ne diminuera plus.

#### Château-Blanc et Mouvaux (Nord)
La première maison de retraites collectives dans le nord de la France ouvre ses portes dans la propriété du Château-Blanc en 1881. Avec ses 24 chambres, elle peut accueillir jusqu’à 36 personnes ; grâce à une intense campagne de publicité dans les milieux catholiques, le nombre de retraitants ne cesse d’augmenter. Le P. Henri Watrigant (1845-1926) y met au point tout un plan d’organisation des retraites : retraites générales de messieurs, d’employés, d’ouvriers ; retraites plus homogènes de prêtres de paroisse ou chargés de l’enseignement ; retraites d’industriels, de zouaves pontificaux, de conférences de saint Vincent de Paul, de fin d’études, d’étudiants… Très tôt, il pose le principe de l’apostolat organisé et fonde ainsi l’Association Catholique des Patrons du Nord (1884), à la suite d'une retraite ; plus tard, suivra l’Association des Instituteurs Libres. Autre nouveauté : dès 1882, des récollections d’une journée ou demi-journée sont proposées aux chrétiens de toutes les classes sociales. À partir de 1888, les retraites pour ouvriers se généralisent et accueillent plus de 600 participants en 1890.

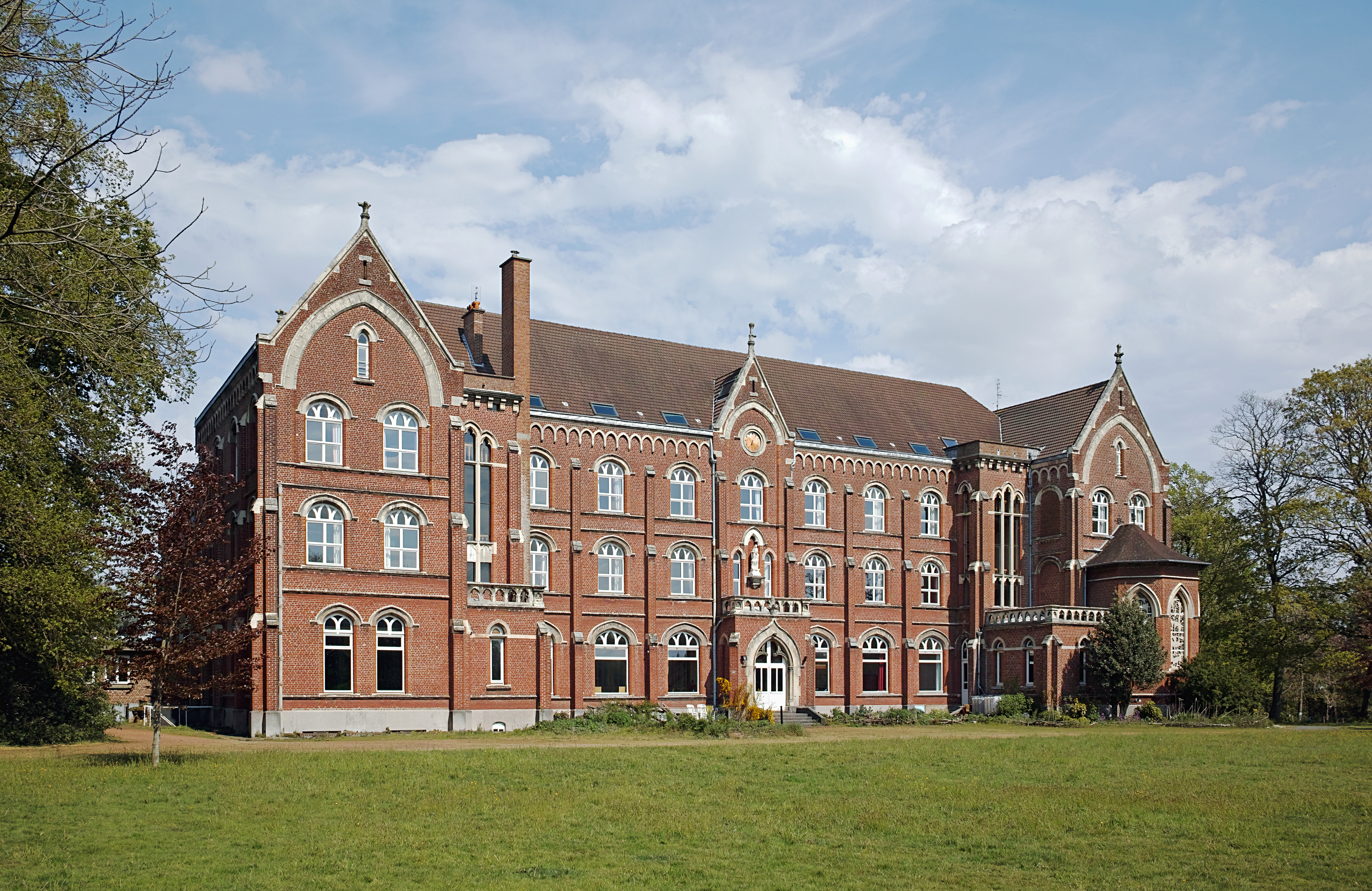
Notre-Dame du Hautmont, aujourd'hui Centre spirituel du Hautmont.

Le nombre de retraitants au Château-Blanc passant de quelque 20 aujourd'hui 0 à plus de 800 par an, il est décidé d’acquérir une maison plus spacieuse à Mouvaux en 1890 : Notre-Dame du Hautmont. Située près des trois centres industriels de Lille, Tourcoing et Roubaix, cette maison a été financée en grande partie grâce aux dons des patrons catholiques du nord. La 1re retraite y est donnée le 18 octobre 1890 ; en 1891, on accueille plus de 1200 ouvriers et plus de 900 autres retraitants. Le recrutement s’opère à l’intérieur des usines et grâce à la Ligue des anciens retraitants.
Au tournant des deux siècles, Notre-Dame du Hautmont va recruter son public de manière systématique dans le milieu ouvrier. Les ouvriers sont sélectionnés : des hommes dans la force de l’âge, de valeur reconnue et capables d’être des meneurs. Le programme va s’adapter à leurs capacités avec davantage d’exercices communs. Mouvaux accueille ainsi quelque 36000 retraitants entre 1898 et 1912, 1540 pour l’année 1913. En principe, les groupes de retraitants ne dépassent pas le nombre de 30, pour que les directeurs puissent s’occuper de chacun en particulier et assurer plus facilement l’ordre et la discipline. La pédagogie change aussi : on donne plutôt de simples indications qu’une longue prédication afin de permettre aux retraitants de réfléchir eux-mêmes.
Beaucoup de retraites professionnelles sont organisées à Mouvaux, regroupant des industriels (patrons) et des ouvriers. Il en ressortira la fondation de l’Association des Patrons Catholiques du Nord, d’une part, et de l’Association de Notre-Dame de l’Usine, d’autre part. Cette dernière est à la fois confrérie et corporation et sera implantée dans 50 usines un an après sa fondation. Notre-Dame du Hautmont a eu une influence déterminante pour la fondation de maisons de retraites centrées sur le monde ouvrier en Belgique. La maison étant réquisitionnée par le gouvernement en 1914, deux autres maisons prennent le relais : Raismes, près de Valenciennes, et la maison Charvet à Flers-le-Sart.

#### Braine-en-Champagne et Cormontreuil (Champagne-Ardenne)
Après des premiers essais dans une maison de campagne à Trigny, la province jésuite de Champagne décide d’acquérir l’ancienne abbaye de Braine, près de Reims, pour en faire sa maison de retraites spirituelles. Capable d’accueillir près de 40 personnes, la maison est entourée d’un grand parc. En 1886, une retraite y est organisée pour les prêtres, trois autres pour les laïcs. À partir de 1889, on compte une moyenne de 340 retraitants par an, en groupes d’ouvriers, de patrons, de propriétaires, d’hommes d’œuvres, de membres de cercles catholiques d’ouvriers ou de conférences de St. Vincent de Paul… Mais en 1898, la maison de Braine est abandonnée pour celle de Cormontreuil, plus proche de Reims. Elle jouera un rôle important pour le mouvement ouvrier de Reims, accueillant entre 300 et 400 retraitants chaque année.

#### Montières et Saint-Acheul (Somme)
L’ancienne maison de campagne du collège jésuite de la Providence à Amiens, déjà utilisée pour des retraites d’élèves, est destinée à partir de 1885 à donner les Exercices Spirituels aux chrétiens de Picardie. Cinq retraites y sont données en mai-juin 1887 à des publics très ciblés : propriétaires chrétiens et fermiers cultivateurs, membres des conférences de Saint-Vincent-de-Paul, œuvre des cercles catholiques, pères de famille, anciens élèves du collège. En 1890, 11 retraites s’y suivent entre les mois de mai et d’août, dont deux à l’intention des ouvriers. Face à cet accroissement, on prend la décision de transférer la maison de retraites de Montières dans l’ancienne abbaye de Saint-Acheul qui dispose d’un grand jardin. 36 chambres de l’ancien bâtiment des étudiants en philosophie y sont aménagées en 1891. Deux ans plus tard, 19 retraites y sont déjà prêchées entre mai et novembre ; les retraites ouvrières y trouvent un grand succès notamment, suivies par des retraites sacerdotales à partir de 1895. En 1901 cependant, le bâtiment est déclaré bien national et occupé par l’administration des Domaines ; il sera vendu aux enchères en 1920.

#### Montbeton et La Bastiolle (Tarn-et-Garonne)
Quand le château de Montbeton (Tarn-et-Garonne) est mis à la disposition des Jésuites en 1889, deux pères s’y installent pour donner des retraites. Le nombre des 216 retraitants la première année s’accroît rapidement jusqu’à une moyenne de 900 personnes par an entre 1893 et 1901. Dans la Maison du Sacré-Cœur à Montbeton, on accueille des retraitants de toutes les classes sociales, en particulier des agriculteurs. L’accent est mis sur l’action apostolique après la retraite : donner un exemple édifiant en famille, en paroisse ou à l’usine, favoriser l’apostolat de la prière, distribuer le journal La Croix, fonder des ligues dans les paroisses etc. Dès 1895, des petits congrès annuels rassemblent les anciens retraitants.
En 1901, le château devant retourner à ses propriétaires, une nouvelle maison continue l’œuvre des retraites non loin de Montauban : La Bastiolle. Jusqu’à la veille de la Première Guerre mondiale où elle sera réquisitionnée par l’armée, elle accueille plus de 5500 retraitants de toutes les classes sociales, notamment un grand nombre de jeunes gens. Une revue bimestrielle Au Revoir y est fondée à l’intention des anciens retraitants.

#### Saint-Germain-en-Laye et Epinay-sur-Seine (Île-de-France)
La province de France crée sa deuxième maison de retraites à Saint-Germain-en-Laye en 1891. Sous la direction du père Joseph de Baudicour (1856-1936), 36 retraites y sont données à plus de 500 retraitants en trois ans, avant que la Villa Saint-Joseph à Epinay-sur-Seine, forte de 45 chambres ne prenne le relais en 1894. Ici aussi, la progression est forte : de 18 retraites collectives la première année, on passe à 28 en 1898 et de 350 à 670 retraitants, de toutes les classes sociales : patrons, industriels, négociants, ingénieurs, hommes d’œuvre, officiers, hommes et jeunes gens de diverses « carrières libérales », employés, ouvriers… Deux pères habitent sur place, mais ils font souvent appel à des prédicateurs spécialisés. Les retraites sont recherchées aussi par les associations, patronages, cercles, confréries de patrons chrétiens…Elles donnent naissance à différents groupements chrétiens à la fin du XIXe siècle : syndicats de patrons catholiques, Union du Sacré-Cœur, Cercle social. Avec Clamart et après Saint-Germain-en-Laye, Épinay est aussi à l’origine du courant puissant qui entraîne des élèves des Grandes Écoles de Paris vers les nouvelles maisons de retraites et le dévouement social. Trois grands noms de jésuites sont attachés à Épinay : Octave de Bénazé (1894-1908), Joseph de Baudicour et Henri Poupey-Girard (1860-1948), fondateur de l’Union Sociale des Ingénieurs Catholiques. D’autres groupements sociaux ou religieux voient le jour au départ des retraites d’Épinay : divers syndicats fédérés en Syndicat central des Unions fédérales, l’Union du Sacré-Cœur et Le Cercle Social qui regroupe des représentants de presque toutes les classes dirigeantes. Après 1905, la Villa Sant-Régis à Mours prend le relais d’Épinay pour les retraites. Au début des années 1920, une quarantaine de retraites s’y donne chaque année pour 1200-1400 retraitants.

#### Notre-Dame de Barollière (Loire)
Dans la région lyonnaise, Notre-Dame de Barollière est acquise début 1893 par la Société des retraites de Lyon, hommes d’œuvre et hommes d’affaires soucieux de propager les retraites spirituelles pour les hommes, jeunes gens et ouvriers. Un contrat est signé avec les jésuites pour donner les Exercices Spirituels, et la maison, dépendant de Lyon, puis de Saint-Étienne connaît ses heures de gloire.

#### Autres fondations en France
D’autres maisons de retraites voient encore le jour à la fin du XIXe siècle, témoignant d’un mouvement de fond du catholicisme français à cette époque. Pour différentes raisons, politiques notamment, certaines n’auront qu’une existence éphémère. Ainsi, la maison de Cazaux dans le Bordelais est mise à la disposition des jésuites en 1891 et relayée seulement trois ans plus tard par la maison de campagne du collège de Bordeaux à Caudéran.
À Grenoble, l’œuvre des retraites commence modestement à la villa Saint-Louis, maison de campagne du collège acquise en 1887, embellie et exhaussée d’un étage ; le nombre de retraitants accueillis y passe de quelques dizaines à plus de 80 par an à la fin du siècle. L’acquisition de la villa Saint-Hugues à Saint-Égrève en 1919 favorise le développement des retraites spirituelles dans la région.
À Nancy, le château de Beauregard, acquis en 1892 pour un noviciat éphémère, fonctionne comme maison de retraites jusqu’en 1901, avant d’être perdu définitivement pour la Compagnie de Jésus. Dans le nord, la maison de campagne de l’école Ste-Geneviève à Athis sert aussi de maison de retraites après 1880, notamment pour les « cercles catholiques » d’Albert de Mun. Archambault signale encore des fondations à Wardrecques (Pas-de-Calais) et à Rougemont près de Tours.

#### Les «forteresses du catholicisme» en Belgique

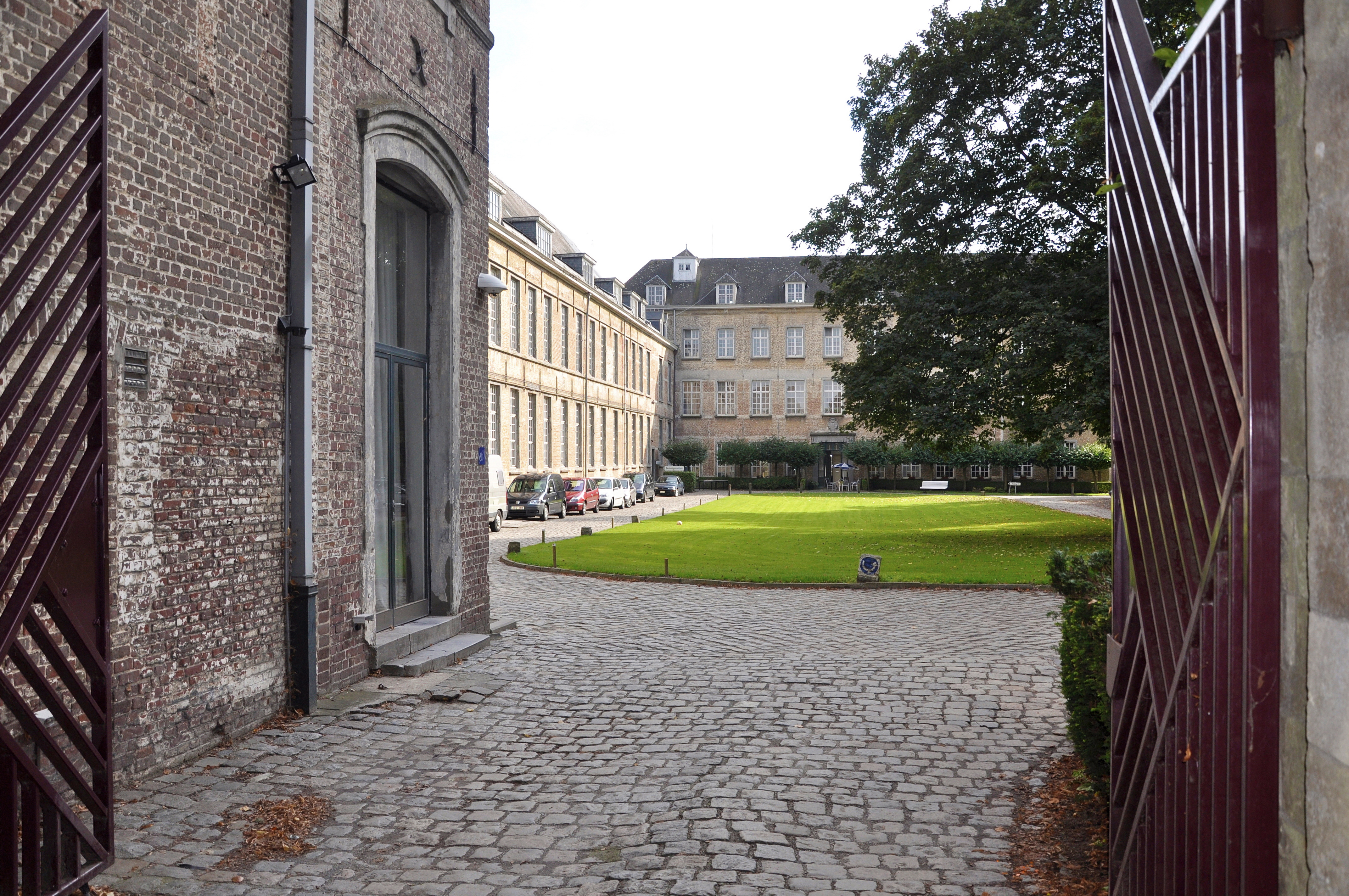
Entrée de l'abbaye de Tronchiennes (Oude Abdij), près de Gand.

Ce nom a été donné par le Premier ministre belge, le Baron de Brocqueville, aux sept maisons de retraite jésuites établies en Belgique à la fin du XIXe siècle : Tronchiennes près de Gand, fondée en 1864, Fayt-lez-Manage (1891) près de Charleroi, Notre-Dame de Flandre à Gand (1894), la Maison Saint François-Xavier à Arlon (1896), la maison de Lierre (1899), Notre-Dame de Xhovémont à Liège (1901) et la Maison de l’Immaculée Conception à Alken (1904). Chacune de ces maisons accueille entre 9 000 et 12 000 personnes par an entre 1907 et 1913, celles de Fayt, Lierre et Liège disposant chacune de 90 chambres. L’influence du nord de la France est manifeste : la 1re retraite pour le monde ouvrier est organisée à la suite du congrès catholique de Liège en 1890. Des patrons français y interviennent pour signaler les bienfaits des retraites dans leur pays et l’exemple des retraites organisées par le P. Watrigant au Château-Blanc était connu. De plus, la 1er maison de retraites fermées en Belgique à Fayt-lez-Manage a été construite à la suite d'une retraite prêchée à Charleroi par le P. D’Aubigny de Notre-Dame du Hautmont.
Ces retraites suivent un horaire strict ; elles alternent instructions et méditations personnelles avec des exercices de piété collectifs. Dans la maison d’Arlon, les retraitants sont réveillés dès 6 heures pour aller prier à la chapelle et participer à la messe. Après le petit déjeuner, ils entendent la 1re instruction, se retirent dans leur chambre pour méditer pendant une heure et recevoir la visite d’un Père. La visite au Saint-Sacrement, la lecture et la prière commune du chapelet précèdent la 2e instruction à 10h30, suivie de la 2e heure de méditation personnelle. Après le dîner et un temps de récréation, tous se retrouvent à la chapelle pour prier le chemin de croix, lire l’Imitation de Jésus-Christ et réciter le chapelet. À 14h30 suit la 3e instruction, relayée par l’annotation des réflexions et résolutions, le goûter, un temps de prière commune et la 3e méditation personnelle. La journée se clôture avec le souper, un temps de récréation et la prière du soir à la chapelle. Dans le courant de la semaine, d’autres exercices sont proposés : confession le 2e jour, bonnes résolutions et projets d’apostolat le 3e jour, procession aux flambeaux et consécration à Marie…
Ici aussi, on veille sur la suite à donner aux retraites en créant la Ligue des retraitants qui se réunit chaque mois et tâche d’exercer un apostolat au niveau paroissial, ainsi que des Confréries du Saint-Sacrement. Celles-ci ont pour but de soutenir la vie des paroisses, par exemple en organisant périodiquement des cérémonies de communions en commun, et elles tâchent de recruter pour d’autres retraites. Les confréries sont dirigées par un conseil et fédérées par canton ; elles font des journées de récollection et leur élite se retrouve dans des Ligues eucharistiques. Les journées de récollection se veulent à la fois de grandes célébrations et des démonstrations de piété. Après une prédication suivie de la confession et de la communion générale, une réunion paroissiale s’intéresse aux intérêts locaux, puis arrivent en grande pompe les confréries voisines avec qui une grande procession solennelle est organisée à travers le village après une nouvelle prédication par un Père et un exposé préparé par un laïc pour donner des suggestions et projets pour le mois qui vient. De plus, les confréries sont tenues d’avoir une orientation sociale.
Quelques statistiques illustrent l’affluence dans les maisons de retraite belges de la Compagnie au début du XXe siècle : Fayt-les-Manage accueille plus de 23000 retraitants entre 1891 et 1907 ; entre août 1907 et août 1908, 2366 hommes y sont enregistrés. La maison d’Arlon organise 275 retraites pour 9445 hommes entre 1896 et 1908, celle de Xhovémont, plus de 300 retraites pour quelque 12000 hommes en huit ans. Les retraites pour femmes sont prises en main dans des maisons de religieuses ; il en existe 15 en Belgique au début du siècle dernier. L’œuvre des retraites est soutenue par les évêques ; ainsi, l’évêque de Namur, Mgr. Heylen envoie un questionnaire à ses prêtres concernant les maisons de retraite afin de les stimuler à propager les retraites. En 1914, il envoie une nouvelle lettre en ce sens. Lors du congrès eucharistique international de Tournai en 1906, l’œuvre des retraites fermées organisée selon les règlements de la Maison Notre-Dame du Travail par le P. Jules Lechien (1844-1914) est étudiée, louée et acclamée. La confrérie eucharistique, considérée comme vrai moyen de persévérance des retraitants rassemble à cette date quelque 8000 hommes répartis en 218 confréries et 200 ligues de retraitants. Le livret édité à l’usage des retraitants, Hosannah se vend à un million d’exemplaires !

### Heurs et malheurs des centres spirituels auXXesiècle

#### Nouvelles fondations et fermetures de centres
Après les difficultés liées à la mise en place de la séparation de l'Église et de l'État, la plupart des centres spirituels jésuites reprennent leur activité ou sont relayés par de nouvelles fondations.
- La province de Paris ouvre ainsi la Villa Saint-Régis à Mours en 1905 et en 1910, la Maison Saint-Alphonse à Laval et la Villa Sainte-Anne à Angers.
- La province de Champagne inaugure en 1909 la Maison Notre-Dame du Sauvoy à Nancy, en 1910 la Maison du Sacré-Cœur à Brochon, près de Dijon, suivies par la fondation en 1912 de la Maison Charvet au Sart (Flers) et en 1914 par celle de la Maison Saint-Joseph à Raismes. En 1922, les moines de l'abbaye du Mont-des-Cats invitent les jésuites à animer les retraites qu'ils accueillent chez eux; cette collaboration se prolongera jusqu'en 1965. En 1924, Notre-Dame du Hautmont est rachetée et rouvre ses portes à Mouvaux, et une 8e maison de retraites, le Centre Saint François-Xavier voit le jour à Colmar. Enfin, une nouvelle "Maison Sainte-Croix" est fondée à Belleu (Aisne) en 1948.
- Dans le sud (province de Toulouse), les centres de La Bastiolle et de La Barde, fondés en 1902 et 1908, continuent d'exister. La Bastiolle est relayée par Notre-Dame du Mirail à Toulouse en 1955, puis par Notre-Dame des Coteaux en 1965.
- La province de Lyon accueille les retraitants de la région lyonnaise dans la maison de La Barollière et dans sa "Villa Bellecroix" à Sainte-Foy, relayée en 1929 par la nouvelle  maison du Châtelard à Francheville. À la fin des années 1920, la maison de probation du 3e An à Paray-le-Monial devient aussi maison de retraites spirituelles (1927-1958) et à Dole, la Maison Notre-Dame de Mont-Roland s'ouvre aux retraitants à côté du sanctuaire du pèlerinage (19129-1958). À la même époque, trois autres centres spirituels apparaissent: la Villa Saint-Hugues-Saint-Robert à Saint-Egrève, près de Grenoble (1919), qui se déplace à Biviers en 1962, la Maison Sainte-Élisabeth à Marseille (1936) et le centre Trésun à Annecy (1934).
Plusieurs de ces maisons ne subsistent que quelques années: Laval est déjà fermée en 1920, Brochon en 1932, Cormontreuil et Flers-Le Sart en 1939. Au lendemain de la Seconde Guerre mondiale, 16 centres spirituels jésuites accueillent des retraitants en France. Les changements sociaux intervenus dans les années 1950-60 et le processus de renouvellement de l'Église à la suite du concile Vatican II vont aboutir à la fermeture de plusieurs d'entre eux: Mours en 1947, Raismes en 1950, La Bastiolle en 1955, La Barollière l'année d'après, Paray-le-Monial et le Mont-Roland en 1958, Nancy-L'Ermitage en 1960, le Mont-des-Cats en 1965. La Maison Sainte-Croix à Belleu est abandonnée en 1974. Mais l'année 1975 voit la fondation d'un nouveau centre dans l'ancienne maison de campagne du collège jésuite de Vannes à Penboc'h-Arradon (Morbihan). À la même époque, la réduction des effectifs amène les jésuites de France à se retirer des maisons de retraite d'Angers (1981), La Barde (1983), Annecy (1992) et Colmar (1993). Trois centres spirituels sont confiés à d'autres responsables: Notre-Dame du Roucas-Blanc (Marseille), qui a relayé la Maison Sainte-Élisabeth en 1958, à la Communauté du Chemin Neuf (1987) et Saint-Hugues de Biviers ainsi que Notre-Dame du Hautmont (Mouvaux) à la Communauté Vie Chrétienne (1987 et 1990). Enfin, le centre Coteaux Païs de Toulouse abandonne ses bâtiments et se transforme en centre spirituel itinérant en 1993.
La situation des maisons de retraite belges est semblable: Xhovémont et Arlon sont abandonnés en 1971-72 et Fayt-les-Manage est confiée à la communauté charismatique du Pain de vie en 1989. Mais l'année 1971 voit l'ouverture d'un nouveau centre spirituel à La Pairelle, près de Namur, qui reste le seul centre spirituel jésuite en Belgique francophone jusqu'à nos jours.

#### Évolution du nombre de retraitants
Les données statistiques précises de certains centres spirituels donnent des indications précises sur l'évolution de leur nombre de visiteurs. Certes, chaque situation est particulière et il convient de ne pas extrapoler les données spécifiques d'un centre.

##### Maison de retraites "Villa Manrèse" à Clamart (1877 - 1940)
À cheval sur les XIXe-XXe siècles, le nombre de retraitants de la « Villa Manrèse » augmente de manière régulière entre 1877 et 1940. Il passe de quelque 200-300 à plus de 1000, puis plus de 1500 dans les années 1930. Si le nombre de prêtres et de laïcs est à peu près égal jusqu’en 1920, la courbe des laïcs dépasse nettement celles des ecclésiastiques par après.
Une 1re baisse de fréquentation se situe en 1897-99, une 2e autour de l’année 1901, marquée par la loi de persécution et d’expulsion des congrégations religieuses par l’État. La loi de séparation des Églises et de l’État en 1905 aboutit à la mise sous séquestre de la « Villa Manrèse » par l’État ; elle restera fermée pendant un an, mais l’œuvre des retraites émigre à Épinay-sur-Seine. Dès 1908, cependant, M. Gil Moreno de Mora, un ami de la Compagnie, la rachète et la transmet à Mgr Odelin, Vicaire Général de Paris, et les retraites peuvent reprendre, comme le graphique l’illustre parfaitement. Avec le début de la 1re guerre mondiale, les retraites sont suspendues de juillet à octobre 1914, mais elles reprennent rapidement : laïcs, prêtres et religieux reviennent à Manrèse au cours d’une permission ou au moment du départ pour le front. La Villa reste ouverte les deux hivers 1915 et 1916. Dès la fin de la guerre, un pic de fréquentation se marque pour les prêtres, que leurs évêques envoient massivement en retraite à la démobilisation, à tel point que Manrèse manque de places. 14 retraites accueillent 566 prêtres en 1919 ! La fréquentation retombe ensuite au niveau d’avant, tout en continuant d’augmenter régulièrement. Un nouveau tassement est visible autour de la grande crise économique de 1929 avant que la courbe ne monte de manière exponentielle jusqu’à la veille de la 2e guerre mondiale.
Qui sont ces retraitants ? Les prêtres de paroisse sont d’abord accueillis avec des propositions spécifiques, tel « le 3e An du prêtre », une retraite de 10 jours lancée par le P. Flamérion à la fin du XIXe siècle, les retraites de l’Union Apostolique, prêchées au début par le jésuite belge Adolphe Petit, ou les retraites diocésaines demandées par les évêques. Le public laïc est très diversifié : société de saint Vincent de Paul (plus de 9000 retraitants entre 1880 et 1955), cercles catholiques d’Albert de Mun, union fraternelle du commerce et de l’industrie, étudiants des conférences Olivaint, des grandes écoles, du centre Laennec, jeunes des patronages et du mouvement scout entre les deux guerres, écrivains et professeurs catholiques, etc. Si le public de Manrèse provient en majorité des milieux bourgeois et des classes moyennes, les jeunes Jocistes y trouvent leur place aussi dès 1927 (plus de 8000 jeunes en 20 ans), de même que des récollections d’ouvriers. Il en va de même pour les patrons de la grande culture de la région parisienne, des ouvriers agricoles et des militants de la JAC.
La plupart des maisons de retraite connaissent un coup d’arrêt dû à la 1re Guerre mondiale. De manière générale, leur fréquentation n’a pas su atteindre les niveaux d’avant-guerre pendant les premières années de la paix, autant en France qu’en Belgique. Ainsi, Saint-Hugues à Biviers n’organise que 14 retraites collectives et 41 retraites privées pour 195 retraitants en 1920. En 1921, la Maison Charvet à Flers-Le Sart, près de Lille, accueille 1399 retraitants et celle de Xhovémont (Liège), 1100. L’année d’après, Clamart compte 808 retraitants, Raismes près de Valenciennes, 622, Wardrecques 728, Alken 883 et Lierre 400.

##### Maison de retraites «Notre-Dame du Bon Conseil» à La Barde (Dordogne) (1909 - 1974)

Les chiffres fournis par les archives de la Maison de retraites « Notre-Dame du Bon Conseil » de La Barde (Dordogne) permettent de suivre l’évolution d’un centre spirituel jésuite tout au long du XXe siècle, depuis sa fondation en 1909 jusqu’à sa fermeture en 1983. Lors de la phase de démarrage, la fréquentation atteint un premier seuil de 420 retraitants en 1912. Cette année, la maison est réquisitionnée comme ambulance auxiliaire de l’hôpital bénévole voisin ; elle reprendra son fonctionnement normal après 1916 seulement. Les années 1920 voient un nouvel afflux de retraitants : agriculteurs, jeunes gens de la croisade eucharistique ou de différents collèges, pères de famille, étudiants, prêtres ou séminaristes, mais aussi membres de l’ACJF et ouvriers. Un pic est atteint en 1930 avec 752 retraitants.
En 1932, la maison s’ouvre pour accueillir une vingtaine de jésuites espagnols fuyant la guerre civile, pendant que des retraites continuent d’être données. En 1939, 53 réfugiés du Bas-Rhin occupent toute la maison, rejoints en septembre 1940 par 20 jeunes jésuites des Provinces de Toulouse et de Champagne en formation (3e An), jusque fin juillet 1946. Le nombre de fréquentations reste modeste : entre 300 et 400, jusqu’aux années 1950 où la moyenne monte jusqu’à 700 retraitants par an. Qui sont-ils ? Essentiellement des hommes, membres des Conférences de Saint Vincent de Paul, mais aussi des jeunes de différents collèges jésuites ou diocésains de la région, quelques jeunes ruraux ainsi que des foyers et fiancés, ce qui est une nouveauté de l’après-guerre.
En 1960, quatre sœurs espagnoles, « Servantes du Christ-Roi (es) » rejoignent La Barde pour s’occuper des services intérieurs. Les années 1960 voient divers aménagements matériels ; le nombre de retraitants s’élève jusqu’à 850-900 par an. Dans les nouveautés, il faut relever la retraite des 30 jours prêchée à des religieux non-jésuites et à des religieuses, ainsi que différentes sessions pendant les deux mois d’été. À partir de 1966, les retraites pastorales du diocèse local se donnent à La Barde et les pères y organisent des « réunions doctrinales » pour les chrétiens des environs.
À la suite du renouvellement de la vie de l’Église après le concile Vatican II, l’offre se modernise encore avec l’arrivée en 1974 de quatre sœurs de Saint Joseph de Bordeaux qui participent à l’animation spirituelle avec les 4-5 jésuites de la maison. Le public, plus nombreux, en est renouvelé et rajeuni. De plus de 1100 hôtes en 1973-74, on passe à un pic de plus de 2000 en 1975-76, ce qui équivaut à 4830 journées de présence ; un pic absolu de plus de 6400 journées est atteint en 1978-79. À ce public nouveau, l’équipe d’animation propose une série d’activités nouvelles : session de 5 jours sur l’incroyance, période de détente au début du mois d’août, sessions sur l’œcuménisme, sur le thème « Chrétiens et travailleurs immigrés », sur « Liturgie et animation communautaire » avec Jo Akepsimas. Des séances hebdomadaires de travail corporel (« A la recherche d’un art de vivre ») sont aussi offertes au programme, de même que des weekends de rencontre mensuels de partage sur sa vie de foi et des récollections autour des fêtes de Noël, Pâques et Pentecôte.
Malgré tous les efforts de renouvellement, en particulier par la constitution d’un conseil d’orientation dès 1974, où sont aussi accueillis des chrétiens laïcs, la fréquentation de La Barde repart à la baisse, ce qui amène les autorités jésuites à en décider la fermeture en 1983. Outre les difficultés financières, l’éloignement des grands axes de communication, la difficulté de La Barde de s’implanter en milieu rural et la raréfaction des vocations jésuites sont le plus souvent invoqués pour expliquer cette décision.

##### Maisons de retraites "Sainte Anne" à Angers (1955 - 1980)

Le relevé très régulier du nombre et des catégories de retraitants de la « Maison Sainte-Anne » à Angers, autour des années du concile Vatican II (1962-65) est témoin des publics différents accueillis au fil des années et d’une pastorale spirituelle en évolution. Située à Les Ponts-de-Cé (Maine-et-Loire), inaugurée le 30 septembre 1910 et agrandie en 1960, la Maison Sainte-Anne dispose de 45 chambres, de 60 places dans la salle à manger et d’une grande salle de réunion pour 60 personnes. 5 jésuites sont affectés au service de la maison, secondés par 3 sœurs de la Retraite, aussi bien pour des tâches administratives que spirituelles. 5 membres du personnel : une cuisinière, deux femmes de ménage et deux jardiniers complètent l’équipe.
La courbe des effectifs montre une progression constante depuis 1955 jusqu’aux années du concile Vatican II, passant de plus de 1000 à plus de 2000. Cette progression s’explique par l’agrandissement de la maison en 1960, mais aussi par un intérêt renouvelé du public chrétien pour la spiritualité. Les statistiques permettent de pointer des accents pastoraux différents. Ainsi, les collégiens sont notés à part des autres jeunes jusqu’en 1964 et les « foyers » apparaissent à partir de 1961, signe d’une volonté de s’ouvrir à la réalité des couples chrétiens. La part des prêtres, proche des 30% dans les premières années, reste assez stable en nombre, mais diminue progressivement en proportion (15-20%) à mesure que les fréquentations augmentent. Ceci d’autant plus que les rubriques d’après 1967 regroupent les prêtres, religieux et religieuses dans une seule catégorie. On peut en déduire une attention particulière accordée à la promotion du laïcat, selon les souhaits du concile. Cela se voit dans les catégories reprises dans les statistiques après 1967 : Renouveau charismatique, Vie chrétienne, groupes de prière ou formations des « Trois soirs ».
Si le nombre total des retraitants et participants à des sessions à la Maison Sainte-Anne se situe entre 2700 et 3000 après 1967, la catégorie des « hommes », parmi lesquels il faut aussi compter les femmes et foyers à partir de cette date, reste stable (± 15%du total). Par contre, le nombre et la proportion des fiancés hébergés, en augmentation constante depuis 1955 (10 à 27% du total) diminue après 1970 pour atteindre seulement 6-8% du total des retraitants. La part des jeunes est très importante jusqu’à la fin des années 1970, quoique variable, passant d’une moyenne de 20% à plus d’un tiers des hôtes. Le nombre de journées de présence, noté à partir de 1968 et son rapport au nombre de personnes accueillies montre que la plupart ne restent que pour un court laps de temps : deux jours en moyenne. Les sessions courtes ou les weekends, voire les soirées reprises dans les chiffres ont donc été bien plus nombreuses que les retraites de 5, 8 ou 10 jours. Cela explique aussi l’augmentation de la catégorie « divers » après 1970.
Un rapport de 1976 distribue en trois tiers la part des personnes accueillies pour un jour, deux jours et plus de 3 jours – la maison Sainte-Anne semble devenue davantage un centre de sessions qu’un centre spirituel proprement dit. Le taux d’occupation se situe à seulement 32%. Le même rapport recense seulement 132 retraitants venus faire les Exercices spirituels, seuls ou en groupe (6% du total !), mais 858 personnes (39%) accueillies pour 31 groupes de travail ou récollections tout au long de l’année 1975-76. Les retraites sacerdotales ont quasi disparu, le nombre de fiancés s’est réduit très sensiblement, tandis que de nombreux petits groupes ont été accueillis et que plusieurs weekends bibliques sont organisés en réponse à une nouvelle demande. On note aussi l’apparition de plusieurs « maisons d’accueil » nouvelles dans le diocèse, offrant des sessions en tout genre, et la présence de l’université catholique à Angers qui propose des activités de formation religieuse. Ces différents facteurs réunis amènent les jésuites à fermer la Maison Sainte-Anne en 1981.

## Les centres spirituels jésuites actuels

### Le centre spirituel jésuite de Manrèse (Clamart)

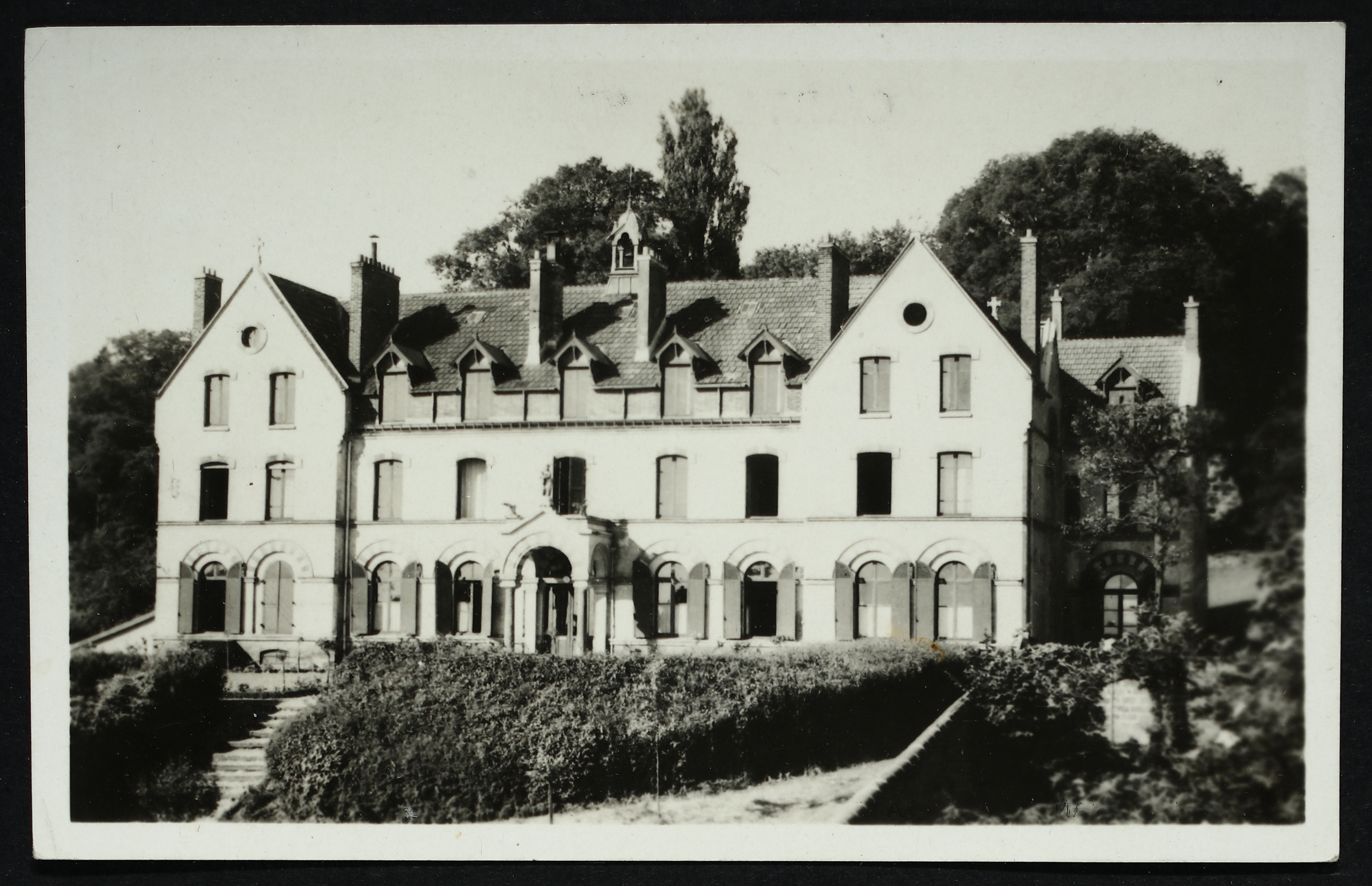
La Villa Manrèse à Clamart en 1942, Archives départementales des Hauts-de-Seine.

Manrèse est le centre spirituel jésuite en Île-de-France. Situé à Clamart, en bordure de la forêt de Meudon, sur le diocèse de Nanterre, il existe depuis 1877.

#### Présentation du centre
Il tient son nom de Manrèse (en espagnol Manresa), une petite ville de Catalogne proche de l’abbaye de Montserrat et où Ignace de Loyola s'est retiré dans une grotte pour y passer onze mois (1522 à 1523) faisant étape lors d’un pèlerinage vers la Terre sainte et  Jérusalem. À Manrèse, saint Ignace a vécu une expérience spirituelle intense et décisive faite d’illuminations intérieures, de combats spirituels très grands et d’une unification de sa personne dans la paix qu’il recevait de Dieu. En relisant sa propre expérience et celle qu’il faisait en aidant d’autres, c’est en ce lieu que saint Ignace a commencé à prendre des notes pour ce qui deviendra le livret des Exercices spirituels.
le centre dispose d’une chapelle et de plusieurs oratoires, répartis dans deux bâtiments. La communauté jésuite, formée de 7 pères jésuites, se consacre de manière prioritaire à l’animation du centre spirituel et à l’accompagnement des retraites.
Dans le bâtiment principal, surnommé la « Villa », on note la chapelle construite en 1952 : elle comporte une croix processionnelle catalane, mais aussi des vitraux conçus par le maître-verrier Auguste Labouret, composés de morceaux de verre colorés martelés sertis avec du ciment. Ces vitraux, principalement non figuratifs, reprennent des extraits importants du texte des Exercices spirituels.

#### Activités du centre
Le centre Manrèse a une capacité de 50 chambres et accueille chaque année plus de 3500 personnes, qui viennent pour des retraites spirituelles ou des sessions de formation. Les activités du centre Manrèse se répartissent en trois pôles :
- Les retraites en silence et avec accompagnement individuel, selon la pédagogie des Exercices spirituels. Elles durent de 5 jours à 30 jours. Elles permettent de s’initier à la prière ignatienne, d’aider à prendre une décision importante, de traverser une épreuve ou de vivre un resourcement dans la prière. Certaines retraites sont plus courtes, de 1 à 3 jours, mais sans accompagnement. Dans la ligne de la pédagogie des Exercices spirituels, des sessions sont organisées en week-end, pour trouver des repères à partir de questions importantes de la vie.
- Pour les couples : un pôle lancé après la seconde Guerre mondiale, déployé dans les années 1960, qui propose aujourd’hui 50 sessions sur un week-end chaque année, pour des couples qui se préparent au mariage dans l’Église catholique (22 par an), ou avant de décider à s’engager (8 par an), et d’autres après le mariage. La pédagogie de ces sessions est de privilégier la parole au sein du couple plutôt que de longs enseignements. Dans la ligne du des orientations du Pape François, des sessions font aussi droit aux situations conjugales complexes.
- Des formations à l’écoute et à l’accompagnement spirituel, pour des prêtres diocésains, des religieux, des religieuses et des laïcs, avec des parcours variés.

Des groupes viennent aussi à Manrèse, souvent issus de mouvements religieux, de paroisses ou de services diocésains.
Manrèse est animé par une équipe de 13 permanents, composés des jésuites habitant en communauté sur le centre spirituel, d’autres jésuites d’Île-de-France, de religieuses et de laïques de spiritualité ignatienne. Pour les retraites et formations s’ajoutent une soixantaine d’accompagnateurs formés à l’accompagnement spirituel. Chaque week-end de couple étant animé par un couple et un jésuite (ou un prêtre ou un diacre diocésain), ce sont donc, en tout, plus de 150 personnes qui s’occupent de l’animation du centre spirituel, chaque année.

#### Personnes célèbres ayant séjourné au centre Manrèse
L’histoire du centre Manrèse comporte deux retraitants particulièrement connus :
- Saint Charles de Foucauld, qui y est venu en retraite en 1889 pour confirmer son choix d’entrer dans la vie religieuse. Il notait dans ses correspondances : « Cette retraite de Clamart m’a fait un bien extrême. »[47] « Je suis rentré hier de Clamart, et j’y ai pris enfin la décision d’entrer à la Trappe. »[48]
- Saint Joseph Roncalli, futur pape Jean XXIII, à l’époque nonce apostolique à Paris, qui viendra faire une retraite en 1947. Il notera dans son journal : « Une bonne doctrine, exposée sous forme intéressante, mais tout à fait moderne : structure, expression, images. (…) Je me suis retrouvé content et encouragé. »[49]

Ainsi que des pères jésuites qui ont marqué leur époque, notamment dans l’accompagnement des retraites spirituelles :
- Xavier de Buyer (1912-2007), qui a déployé les week-ends de préparation au mariage, à Manrèse de 1951 à 1975
- Jean Laplace (1911-2006), à Manrèse de 1954 à 2004[50]
- Jean Gouvernaire (1905-1998), à Manrèse de 1958 à 1997
- Maurice Giuliani (1916-2003), fondateur de la revue Christus, de l’association de la Bienfaisance (devenue « Association Maurice Giuliani »[51]), attaché à la communauté jésuite de Manrèse de 1980 à 1997
- Michel Bureau (1937-2005), à Manrèse de 1987 à 1992

### Le centre spirituel jésuite du Châtelard (Francheville)
Le Châtelard est le centre spirituel jésuite de la région lyonnaise. Situé à Francheville dans un parc de 38 hectares, il a été fondé en 1929 et a une capacité de 80 chambres. Le bâtiment principal du Centre spirituel dispose d’une chapelle et de trois oratoires, d’une salle de réunion ou de conférences pouvant accueillir plus de 200 personnes.
La communauté jésuite est formée de 8 pères dont l’activité principale consiste en l’animation des retraites et sessions, mais ils interviennent aussi sur demande à l’extérieur (sessions « hors les murs »). Ils sont secondés par de nombreux collaborateurs, jésuites, religieuses et laïcs, les uns de manière régulière, les autres de manière occasionnelle. Des bénévoles prennent en charge différentes tâches matérielles.
La revue Echos Jésuites mars 2019 présente les activités du centre :
Comme pour tous les centres spirituels jésuites, les Exercices Spirituels de saint Ignace se trouvent au cœur des propositions du Châtelard. Ils sont donnés sous des formats variés, entre premières initiations et retraite de 30 jours. Ce sont les retraites spirituelles individuelles qui attirent le plus de personnes au Châtelard. Le centre accueille aussi des couples de fiancés ou d’autres couples qui viennent faire le point après 5, 10 ou 30 ans de mariage. Chaque année, une vingtaine de sessions s’adressent à eux. Sont aussi abordées des « questions de vie » qui se posent aux personnes, aux couples et aux familles aujourd’hui. Le Centre accueille parfois des professionnels en question sur une réorientation possible au travail ou sur la retraite professionnelle qui approche.
Soixante ans après la création du Centre, les Pères Léo Scherer et Philippe Lescène ont lancé, en 1989, une formation appelée « FAS » (Formation à l’accompagnement spirituel). Elle joint la tradition jésuite d’accompagnement spirituel et les découvertes des sciences humaines. Elle est toujours proposée aujourd’hui à deux groupes : l’un réside au Châtelard à temps plein de janvier à juin ; c’est la FAS R (résidentielle). L’autre groupe vit cette même formation en alternance sur deux ans en ne quittant que temporairement – une semaine tous les mois et demi – son lieu de vie habituel : son domicile pour les laïcs, son couvent pour les religieuses, sa paroisse pour les prêtres diocésains ; c’est la FAS U (par unités). Une vingtaine de participants dans chaque groupe suivent ces formations, avec la retraite selon les Exercices. Ils sont eux-mêmes accompagnés au cours de leur parcours.
Ces parcours de la FAS R et de la FFR (Formation de formateurs religieux) – autre formation lancée par le Centre Sèvres et accueillie au Châtelard d’octobre à décembre – sont l’occasion pour les jésuites et leurs collaborateurs de rendre un service à l’Église universelle. La plupart des stagiaires viennent, en effet, d’Afrique francophone, de Madagascar, du Vietnam, plus rarement d’Europe. Ils contribuent ensuite à l’accompagnement et à la formation de plus jeunes dans ces Églises locales. Les stagiaires sont aussi formés en vivant les Exercices Spirituels et en étant initiés pratiquement à l’accompagnement de retraites.
D’autres modalités de formation existent pour des personnes disposant d’un temps plus limité. L’initiation à l’accompagnement spirituel (IAS) s’adresse à des personnes appelées par le Diocèse de Lyon en vue de devenir des accompagnatrices ou accompagnateurs dans le diocèse. L’initiation à l’accompagnement personnel (IAP) est ouverte à toute personne qui le souhaite. Le suivi individuel de formation (SIF) permet à des personnes d’être accompagnées dans le choix de formations à un rythme adapté à leurs possibilités.

### Le centre spirituel jésuite des Coteaux Pais (Sud-Ouest)
Les Coteaux Pais sont le centre spirituel jésuite du sud-ouest de la France. Sa particularité est qu’il s’agit d’un centre spirituel itinérant, depuis sa fondation en 1995, après la cession des bâtiments du Centre spirituel « Notre-Dame des Coteaux » fondé en 1965. Il n'a pas de bâtiments pour héberger les retraitants ou les participants aux sessions.
La mission confiée par la Compagnie de Jésus au centre est décrite ainsi : « Que les Coteaux Païs avec son rayonnement régional à travers ses équipes locales, puissent porter beaucoup de fruits aussi bien auprès des personnes (découverte du Christ, liberté spirituelle, sens du service…) que des communautés chrétiennes (responsabilité des laïcs, autonomie, sens ecclésial…) ».
La mission de ses animateurs est donc de rejoindre les personnes, avec l’aide d’équipes locales réparties dans la région du sud-ouest de la France (de Bayonne à Perpignan en passant par Pau, Rodez, Montauban, Albi et Toulouse, où se trouvent les locaux administratifs du centre). Les Coteaux Pais sont animés par des laïcs, des religieuses et des jésuites de la communauté de Toulouse.
Le Centre collabore avec la Communauté Vie Chrétienne, des congrégations féminines ignatiennes et les diocèses du sud-ouest. Accompagnées par l’équipe d’animation toulousaine, les équipes locales proposent des retraites, des haltes spirituelles, des week-ends, des marches, des pèlerinages, des semaines de prière accompagnée. Toutes ces propositions s’inspirent, d’une manière ou d’une autre, des Exercices spirituels de saint Ignace de Loyola. Les Coteaux Pais proposent en outre des formations à l'écoute, à l’accompagnement spirituel et au discernement spirituel.
La plupart de ces activités se déroulent dans des monastères ou abbayes, dans des maisons diocésaines ou des paroisses.

### Le centre spirituel jésuite de Penboc’h (Arradon)

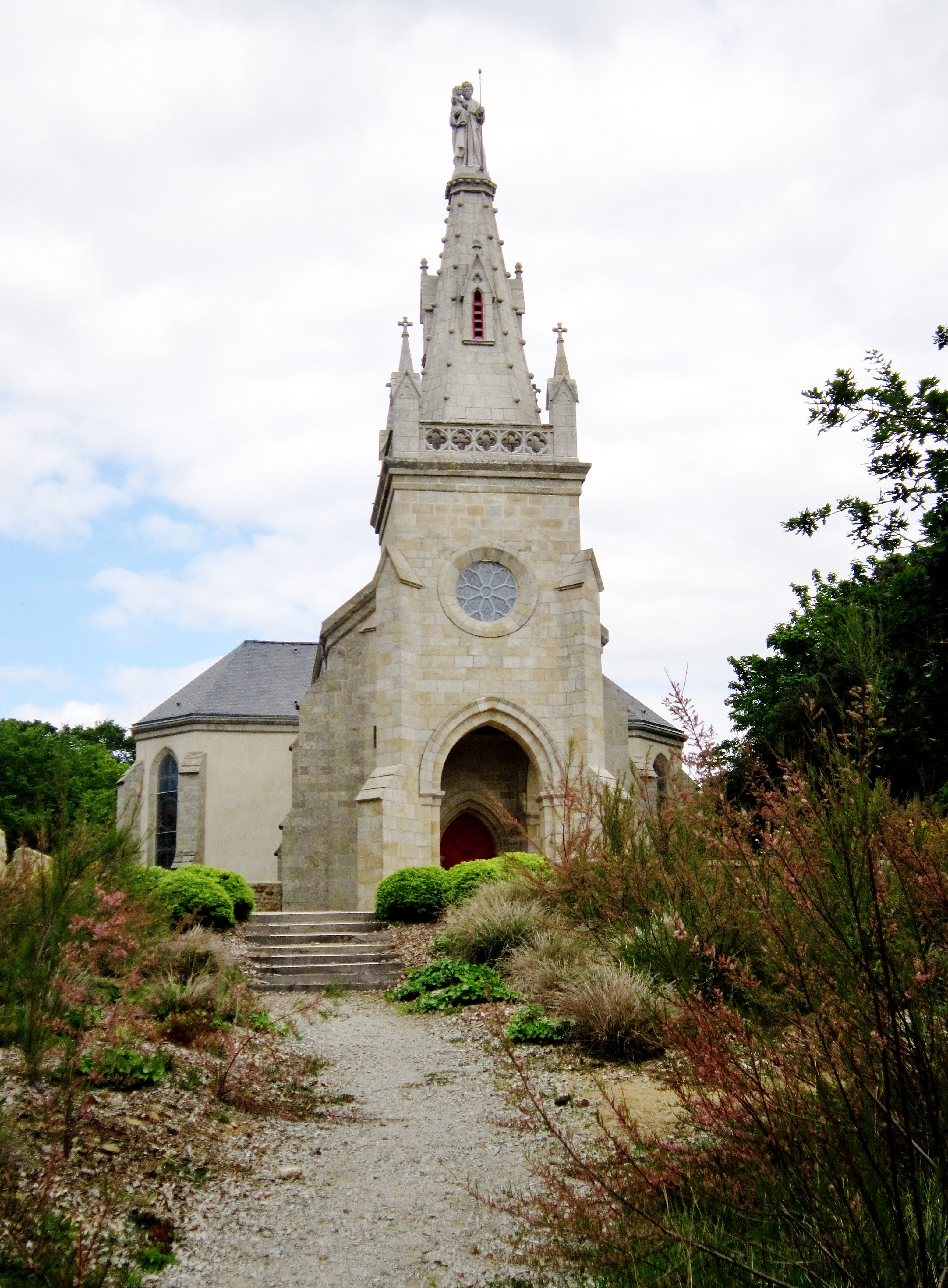
La chapelle Saint-Joseph à Penboc'h avec, à son sommet, la statue en granite de saint Joseph et l'Enfant (chapelle construite entre 1862 et 1864 par les Jésuites du collège Saint-François-Xavier de Vannes).

Penboc’h est le centre spirituel jésuite de l’Ouest de la France. Il est situé près de Vannes, au bord du Golfe du Morbihan, sur la commune d’Arradon. Il donne directement sur la mer et dispose de 40 chambres. Ancienne maison de campagne du collège jésuite Saint François-Xavier de Vannes, il a été transformé en Centre spirituel en 1975.
Le projet de Penboc'h est de proposer dans la tradition de la spiritualité ignatienne un chemin pour « chercher et trouver Dieu ». Trois axes majeurs définissent les orientations de Penboc’h depuis 2014
- Un lieu de ressourcement, de retraites spirituelles
- Un lieu ouvert aux personnes qui vivent une expérience de fragilité, de pauvreté, qu’elle soit d’origine physique, professionnelle ou familiale
- Un lieu tourné vers le monde économique, associatif et politique.

Penboc’h propose un ensemble de retraites, de sessions, de week-ends ou de temps forts liés à chacune de ces orientations :   week-end de préparation au mariage, retraite sur le deuil, session « comment rebondir après un burnout ? » ou une journée « désert » … Le Centre peut accueillir un public non croyant, en recherche spirituelle, de sens, de chemin intérieur.
Le Centre spirituel jésuite de Penboc’h est dirigé par un directeur laïc et animé par une communauté de cinq permanents laïcs, jésuites et religieuse, et des bénévoles, intervenant à différents titres : accompagnateurs, animateurs de retraite ou de liturgie, formateurs, ou bénévoles dans toutes sortes de service.
Les personnes qui viennent à Penboc’h sont originaires pour un tiers de la Bretagne ou des Pays de Loire, pour un autre tiers de l’Île de France et pour le dernier tiers du reste de la France ou des pays voisins.

### Le centre spirituel jésuite de La Pairelle (Wépion)

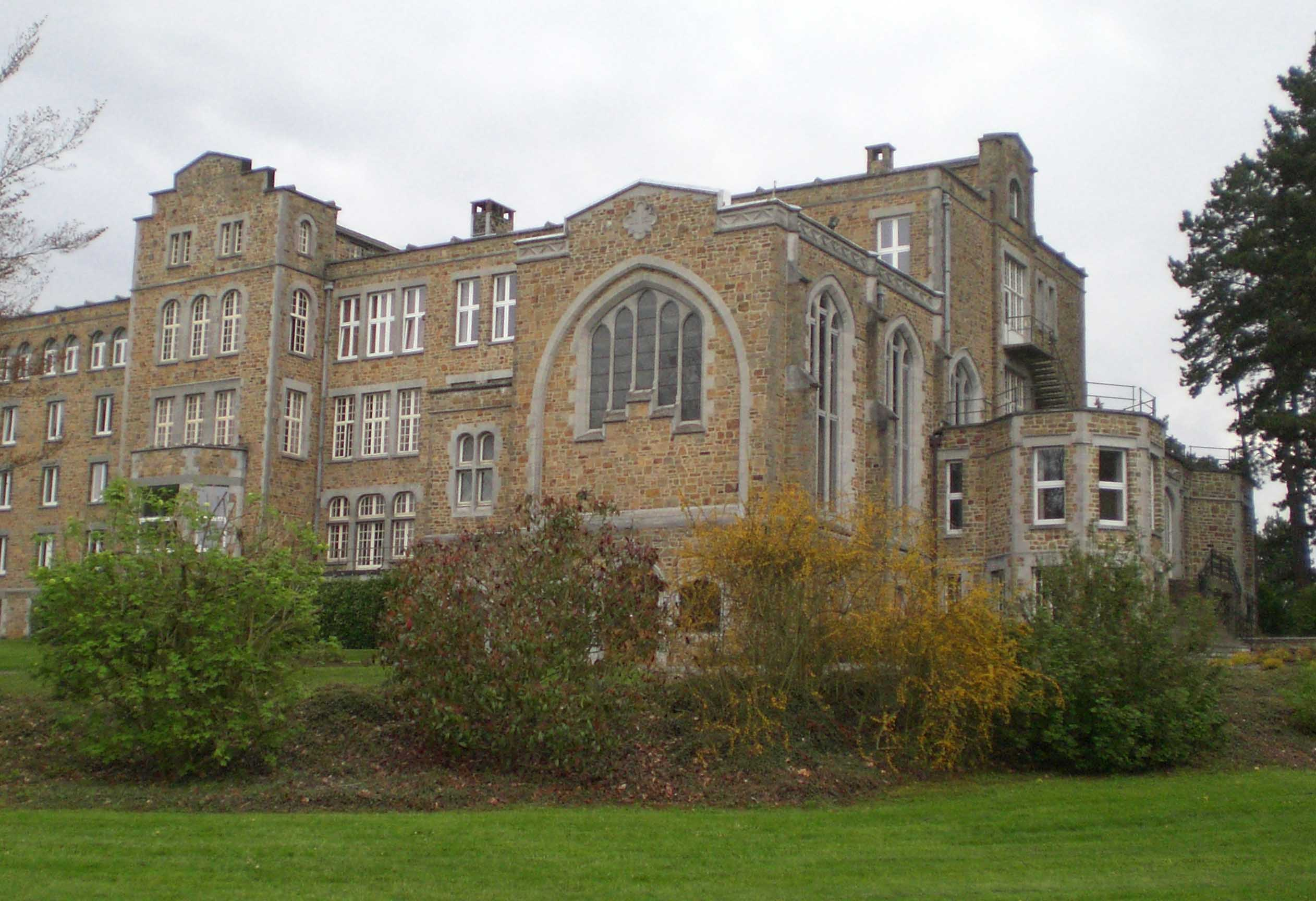
Le Centre La Pairelle, Wépion, Namur, Belgique.

La Pairelle est le Centre spirituel Jésuite de la Belgique francophone, situé à 5 kilomètres de Namur, sur les hauteurs de la Meuse, dans un parc de 17 ha. Le domaine actuel a été acheté par la Compagnie de Jésus dans les années 1930 pour en faire un lieu de formation des jeunes jésuites. Le Centre spirituel La Pairelle a vu le jour en 1971. Le bâtiment principal dispose de 67 chambres dont 36 chambres doubles. Un bâtiment de 16 chambres, appelé Emmaüs, peut accueillir des familles et des groupes en autonomie. Un autre bâtiment indépendant, Béthanie, permet l’accueil de groupes à la journée. Une chapelle ou un oratoire sont aménagés dans chaque bâtiment. Douze salles de réunion en tout, dont la plus grande peut recevoir 50 personnes, sont mises à disposition des équipes d’animation selon les besoins.
L’animation du Centre est assurée par une équipe de jésuites, religieuses et laïcs liés par la spiritualité ignatienne. Onze Pères forment la communauté jésuite, principalement adonnée aux accompagnements et retraites. Une 2e communauté religieuse, des Sœurs de Saint-André, participe à l’animation de La Pairelle depuis 1999.
Le programme du Centre offre des haltes spirituelles d’une journée, des parcours, des sessions, des retraites en groupe ou individuellement accompagnées, des week-ends pour les couples, les familles ou les fiancés qui se préparent au mariage. Les parcours consistent en des rencontres régulières pendant un temps fort de l’année liturgique ou répartis sur plusieurs jours au long de l’année. Ils visent à approfondir l’un ou l’autre aspect de la vie spirituelle. Les sessions sont des week-ends qui permettent d’aborder des grandes questions de la vie chrétienne. Le Centre propose aussi des formations au discernement en lien avec les Exercices Spirituels. Un « blocus » (temps de préparation des examens) pour étudiants est organisé deux fois par an, à Noël et à la Pentecôte.
Depuis septembre 2019 le Centre cherche à valoriser une partie de son domaine transformée en potager, à travers un projet qui s’inscrit dans la droite ligne de l’encyclique du pape François, Laudato Sí, sur la sauvegarde de notre planète.